# Zamek w Białobokach
Zamek w Białobokach - nieistniejący zamek szlachecki z pocz. XVII wieku, zbudowany przez lwowski ród Korniaktów, położony w Białobokach w woj. podkarpackim.
Pozostałości warowni położone są około 8 km na południowy zachód od Przeworska na terenie wsi, na wzniesieniu nad rzeczką Markówką. 

## Wzmianki
W 1439 wzmiankowano osadę, w 1509 zapisano nazwę Bialeboki, a w 1610 wzmiankowano zamek obronny.

## Historia
Około 1601 r. Konstanty Korniakt (junior) herbu Krucini ze Lwowa rozpoczął budowę murowanego dworu obronnego otoczonego wałami ziemnymi i nawodnioną fosą. Białoboki zostały przeznaczone na główną siedzibę rodową Korniaktów, piszących się odtąd "z Białoboków". Nieznane jest rozplanowanie budowli i zarys fortyfikacji ziemnych. Przypuszczalnie dwór został zniszczony podczas Potopu w 1657 roku przez węgierskie wojska księcia Jerzego ll Rakoczego i później nie został odbudowany. W czasie II wojny światowej ruiny zostały wysadzone w powietrze.
W pierwszej połowie XVI w. istniał tu dwór w posiadaniu Wojciecha Starzechowskiego herbu Nieczuja, piszącego się z Białoboków, który w r. 1535, sprzedał Białoboki i okoliczne ziemie Barbarze z Herburtów, żonie Mikołaja Derszniaka h. Korczak. Od lat 80. XVI w. w posiadaniu lwowskiego mieszczanina Konstantego Korniakta seniora, zmarłego w r. 1603. Użytkownikiem dworu w pierwszej połowie XVIl w. był Konstanty Korniakt junior, zmarły w r. 1624. W końcu XVIl w. w posiadaniu Antoniego Korniakta, który zmarł bezpotomnie. W XVIl i XIX w. własność Lubomirskich h. Szreniawa z Przeworska. Około 6 km na wschód znajdował się obiekt obronny w Urzejowicach.
Obecnie na powierzchni ziemi zachowały się nikłe relikty budowli obronnej w postaci ław fundamentowych i niewielkich fragmentów murów piwnic. W pobliżu ruin widoczne są ślady fosy.